# 2118 Flagstaff
2118 Flagstaff (1978 PB) là một tiểu hành tinh vành đai chính được phát hiện ngày 5 tháng 8 năm 1978 bởi H. L. Giclas ở Đài thiên văn Lowell.